# 하땅사
《하땅사》(하늘도 웃고 땅도 웃고 사람도 웃고의 줄임말)는 MBC에서 개그야가 폐지된 후 2009년 10월 11일부터 2010년 5월 16일까지 방송되었던 공개 코미디 프로그램이다.

## 방송시간
변경 이력
- 매주 일요일 오후 4시 20분 (2009년 10월 11일 - 2009년 11월 22일)
- 매주 일요일 오후 4시 10분 (2009년 11월 29일 - 2010년 5월 16일(종영))

## 출연 개그맨
- 진행[4] : 이경실, 지상렬, 정찬우, 박준형, 조혜련

### M 패밀리
| - 권영기 - 김경진 - 김미려 - 김미연 - 김완기 - 남명근 | - 박준형(주장) - 박진아 - 손헌수 - 양세찬 - 양희성 - 오인택 | - 오정태 - 오지헌 - 이강복 - 이국주 - 이문원 - 이우제 | - 이지성 - 이진호 - 이진환 - 정이랑 - 정삼식 - 정용국 | - 정종철 - 조원석 - 조정린 - 조현민 - 최국 - 최설아 | - 홍가람 - 황제성 |

### C 패밀리
| - 권영일 - 김경욱 - 김용현 - 김재우 - 김주철 - 김태환 | - 김한배 - 김현정 - 나상규 - 나준경 - 리마리오 (본명 이상훈) | - 문규박 - 박보경 - 서은미 - 서태훈 - 오경주 - 옥은혜 | - 윤찬호 - 이광득 - 이방용 - 이세진 - 이재형 - 이종호 | - 정보현 - 정장석 - 정찬우(주장) - 조영빈 - 현병수 |

### 과거 출연 개그맨
- 과거 진행: 박미선, 조원석, 이윤석, 김지선, 김태균

## 코너

### 방영 코너
- 〈괜한 자존심〉(2010.01.03. ~ 2010.05.16.) (출연: 양세찬, 남호연, 이진호)

친구들(양세찬, 남명근, 이진호)이 서로 괜한 자존심을 내세워 상대방의 말을 무조건 부정하며 오기를 부리다 화를 자초하는 내용을 희극으로 표현했다.
- 〈네바퀴〉(2010.01.03. ~ 2010.05.16.) (출연: 양희성, 김미려, 이국주, 박진아, 최설아, 오인택, 박준형)

MBC 예능 프로그램 《세바퀴》를 패러디하여 희극으로 표현했다. 출연자는 영기엄마(이국주), 양봉자(양희성), 장삼란(김미려), 박공주(박진아), 오지란(오인택)이다. 진행자(박준형)의 진행 아래 출연자들이 객관식 문제, 앙케트 퀴즈 등을 푼다. 또 남편, 전 남편, 남자친구, 아버지 등에게 전화를 걸어 얼레벌레 스피드 퀴즈를 푼다.
- 〈설이별이〉(2009.10.11. ~ 2010.05.16.)  (출연: 이방용, 문규박, 서태훈)

길거리에서 중학생(이방용)이 각설이(문규박)와 앵벌이(서태훈)를 만나는 내용을 희극으로 표현했다.
- 〈스타일〉(2010.01.31. ~ 2010.05.16.) (출연: 정일진, 공민영, 정현수 등)

페리카나 정(정일진)이 운영하는 패션 쇼핑몰에서 대학생(공민영)과 페리카나 정, 트라이앵글 정(정현수) 사이에 벌어지는 일을 희극으로 표현했다.
- 〈안녕〉(2009.12.13. ~ 2010.05.16.) (출연: 윤찬호, 김재우, 이광득, 이세진, 나준경)

건달 조직의 세계에서 세 명의 건달(윤찬호, 김재우, 이광득)과 그들의 형님인 장춘덕(이세진) 사이의 이야기들을 희극으로 표현했다. 버려진 건달인 넙치(나준경)가 조직을 배신해 복수를 하려고 총을 들고 등장한다. 거짓말을 하는 건달은 다리에 묶인 줄을 스태프(권영일, 컬투패밀리 소속, 전직 이종격투기 선수)가 잡아 당겨 넘어뜨린 채 무대 옆으로 끌고 간다.
- 〈CSI 과학수사대〉(2009.11.29. ~ 2010.04.11.) (출연: 이지성, 최국, 지상렬, 오지헌, 오정태, 조원석, 손헌수, 황제성)

살인 사건이 발생한 현장에서 최반장(최국)과 경찰(이지성)이 대단한 과학 수사 기법을 활용해 시체(피해자, 지상렬)의 지문을 채취하고 아직 정정한 법의학 박사(손헌수)와 그의 조수인 황군(황제성)이 DNA 검사, 내시경 검사 등을 하는 내용을 희극으로 표현했다.
- 〈표절시대〉(2010.03.21. ~ 2010.05.16.) (출연: 채우성, 김완기, 조현민, 김철민)

진행자(채명성)이 표절시대를 소개하게 되며, 그룹 표절시대(김완기, 조현민, 김철민)가 요즘 인기 있는 노래의 멜로디와 안무에 예전 노래의 가사를 덧붙여서 표절하는 개그로 표현하였다.
- 〈그러니께〉(2010.04.11. ~ 2010.05.16.) (출연: 노평래, 오경주)

건달처럼 생긴 노평래가 우경주한테 시비를 걸거나 장난을 쳐서 오경주가 화를 내면 "그러니께~"라고 화를 달랬다. 또 무슨 일에 실패하면 "안 되면 말지, 뭐~"를 말했다.

### MVP 코너와 폐지 코너 새 코너목록
| 회차 | 방영일           | MVP 코너             | 폐지 코너               | 새 코너                        |
| ---- | ---------------- | -------------------- | ----------------------- | ------------------------------ |
| 1    | 2009년 10월 11일 | 〈설이별이〉         | 〈오페라쇼〉            |                                |
| 2    | 2009년 10월 18일 | 〈나 이런 사람이야〉 | 〈컬러피플〉            |                                |
| 3    | 2009년 10월 25일 | 〈좀비〉             | 〈스타와 건달〉         | 〈끽과 뿍〉                    |
| 4    | 2009년 11월 1일  | 〈설이별이〉         | 없음                    | 〈에리카〉                     |
| 5    | 2009년 11월 8일  | 〈에리카〉           | 〈으악〉                |                                |
| 6    | 2009년 11월 15일 | 〈에리카〉           | 〈택시〉                | 〈쁘띠쁘띠 마요네즈〉          |
| 7    | 2009년 11월 22일 | 〈설이별이〉         | 〈나 이런 사람이야〉    | 〈TV 속 보이는 TV〉            |
| 8    | 2009년 11월 29일 | 〈두드림〉           | 미발표(없음)            | 〈CSI 과학수사대〉             |
| 9    | 2009년 12월 6일  | 〈두드림〉           | 〈쁘띠쁘띠 마요네즈〉   |                                |
| 10   | 2009년 12월 13일 | 〈에리카〉           | 〈TV 속 보이는 TV〉     | 〈안녕〉                       |
| 11   | 2009년 12월 20일 | 〈CSI 과학수사대〉   | 없음                    | 〈나 이런 사람이야 II〉        |
| 12   | 2009년 12월 27일 | 〈안녕〉             | 〈나 이런 사람이야 II〉 |                                |
| 13   | 2010년 1월 3일   | 〈괜한 자존심〉      | 없음                    | 〈괜한 자존심〉                |
| 14   | 2010년 1월 10일  | 〈괜한 자존심〉      | 없음                    |                                |
| 15   | 2010년 1월 17일  | 〈괜한 자존심〉      | 없음                    |                                |
| 16   | 2010년 1월 24일  | 〈괜한 자존심〉      | 〈에리카〉              |                                |
| 17   | 2010년 1월 31일  | 〈안녕〉             | 〈좀비〉                | 〈스타일〉                     |
| 18   | 2010년 2월 14일  | 없음                 | 없음                    | 〈돌아온 도루묵 소녀〉         |
| 22   | 2010년 3월 21일  | 〈괜한 자존심〉      | 〈연아를 향하여〉       | 〈표절시대〉,〈연아를 향하여〉 |

### 폐지된 코너
아래는 하땅사에서 폐지된 코너들이다. (코너명 오름차순)
- 〈끽과 뿍〉(2009.10.25. ~ 2010.01.31.) (출연: 오정태, 김경진, 이문원)

미래 2120년에서 타임머신을 타고 2009년의 지구를 찾아 온 개그맨들 끽과 뿍(오정태, 김경진)이 미래의 개그를 표현했다. 진행자(이문원)가 끽과 뿍을 소개했다. 끽과 뿍은 무고통 주사를 미리 맞아서 아프지 않지만 소리에 반응하고 유행어 할 시간이 되면 여러 가지 유행어를 구사할 줄 안다.
- 〈나 이런 사람이야〉(2009.10.11. ~ 2009.11.22.) (출연: 박준형, 정종철, 오지헌, 이진환, 김경진)

매번 주제를 정하고 출연 개그맨들이 직접 출연 제작한 동영상을 선보이며 UCC 개그를 한다. 시청자가 보고 절대 따라해서는 안 된다.
- 〈나 이런 사람이야 II〉(2009.12.20. ~ 2009.12.27.) (출연: 박준형, 정종철, 오지헌, 김경진)

〈나 이런 사람이야〉코너가 착한개그 〈나 이런 사람이야 II〉로 부활했다. 기존 UCC 개그를 넘어 사청자의 마음속에 뭔가 남는 따뜻한 개그를 보여 준다.
- 〈돌아온 도루묵 소녀〉(2010.02.14. ~ 2010.03.14.) (출연: 이경실 등)

일요일 일요일 밤에에서 방송되었던 코너 도루묵 소녀가 돌아왔다.
- 〈두드림〉(2009.10.11.~ 2009.12.27.) (출연: 양희성, 김미려, 이국주, 최설아, 조정린, 권영기, 김신영(특별출연)[23])

아줌마들이 모여 만든 난타그룹 두드림이 주민 장기 경연 대회에 참가하는 내용을 희극으로 표현했다. 그룹의 구성원은 영기엄마(이국주), 양쥴리(양희성), 장삼란(김미려), 최애자(최설아)이다.
- 〈쁘띠쁘띠 마요네즈〉(2009.11.15. ~ 2009.12.06.) (출연: 김경욱, 김태환, 문규박, 서태훈, 이정규, 최재호)

하드 록 그룹 쁘띠쁘띠 마요네즈(김경욱, 김태환, 문규박)가 거칠어 보이는 겉모습과는 다르게 귀엽고 여성스러운 행동을 하는 내용을 희극으로 표현했다.
- 〈스타와 건달〉(2009.10.11. ~ 2009.10.25.) (출연: 조영빈, 김한배, 이광득, 박보경, 이세진, 서태훈)

영화 감독(조영빈)이 한류 스타(서태훈)와 배우 겸 건달(이세진)을 캐스팅해 영화를 제작하는 과정을 희극으로 표현했다. 배우 겸 건달(이세진)은 막둥이 건달(이광득)과 함께 등장하고 여주인공 김해수(박보경)와 연기를 한다. 촬영 도중 시체(김한배)가 일어나 말을 하기도 한다.
- 〈에리카〉(2009.11.01. ~ 2010.01.24.) (출연: 김현정, 오경주, 이세진)

산장에서 방문객(이세진)이 할아버지(오경주)와 빙의소녀 에리카(김현정)를 만나는 내용을 희극으로 표현했다.
- 〈오페라쇼〉(2009.10.11. ~ 2009.10.11.) (출연: 리마리오(본명 이상훈), 김주철)

이발하러 온 귀족 손님(김주철)과 어리바리 이발사(리마리오)의 한바탕 소동 이야기를 대사 없이 동작만으로 오페라 음악에 맞춰 표현했다.
- 〈으악〉(2009.10.11. ~ 2009.11.08.) (출연: 김경욱, 김태환, 문규박)

할아버지(김경욱)가 손자들(김태환, 문규박)에게 골탕을 먹는 내용을 희극으로 표현했다.
- 〈좀비〉(2009.10.11. ~ 2010.01.31.) (출연: 나상규, 현병수, 이재형, 정장석, 이종호, 정보현, 서은미, 옥은혜, 김용현, 오경주, 이세진, 권영일, 이방용, 이지수)

서기 2034년, T-바이러스로 인해 좀비들(이종호, 정장석, 서은미)이 나타나기 시작했다. F-38 금지 구역에 대장(현병수)과 대원(나상규)이 좀비들을 퇴치하는 과정을 희극으로 표현했다. 좀비로 위장 잠입중인 선배(이재형)가 나타나 대원에게 조언을 해준다. 위기의 순간에 좀생이(정보현)가 나타나 좀비들을 퇴치한다.
- 〈지못미〉(2009.10.11. ~ 2009.10.11.) (출연: 황제성, 정이랑)

사별한 남자친구(황제성)가 영혼으로 나타나 여자친구(정이랑)의 추한 행동을 보고 경악한다는 내용을 희극으로 표현했다.
- 〈컬러피플〉(2009.10.11. ~ 2009.10.18.) (출연: 최국, 김완기, 최설아)

‘페이스 퍼포먼스 아티스트’ 컬러피플(최국, 김완기, 최설아)이 얼굴에 색칠분장을 하고 음악 비트에 맞춰 다양한 표정을 짓고 립싱크를 한다.
- 〈택시〉(2009.10.11. ~ 2009.11.15.) (출연: 정삼식, 이강복)

택시 안에서 기사(이강복)와 손님(정삼식)이 최첨단 기능이 있는 내부 장치들을 다루는 내용을 희극으로 표현했다.
- 〈TV 속 보이는 TV〉(2009.11.22. ~ 2009.12.13.) (출연: 조현민, 조정린, 홍가람)

MBC 옴부즈맨 프로그램 《TV 속의 TV》를 패러디하여 희극으로 표현했다. 진행자(조정린)와 대중문화 평론가(조현민)가 방송프로그램에 대한 시청자의 의견을 전한다. 또 시청자(홍가람)가 스튜디오에 직접 출연해 방송프로그램의 선정성에 관해 시청자 대담을 한다.
- 〈연아를 향하여〉(2010.03.21. ~ 2010.03.21.)(출연: 노평래, 오경주)

미래의 피겨스케이팅 선수를 향하여 선수(노평래)와 코치(오경주)가 연습을 하는 내용을 희극으로 표현했다.

## 번외 경기
- 〈나는 개그맨이다〉

매 회마다 여러 가지 규칙을 정한 게임으로 개그맨 간에 대결을 한다. 밥 샙, 타이거 마스크, 오랑우탄, 탁구선수 라선일 선수 등이 출연했다.

## 같이 보기
- 개그야(종영)
- 개그콘서트
- 웃음을 찾는 사람들(웃찾사)(종영)
- 웃으면 복이와요(종영)
- 코미디쇼 희희낙락(종영)
- 웃음버라이어티 꿀단지